# Xanthopimpla summervillei
Xanthopimpla summervillei är en stekelart som först beskrevs av Girault 1926.  Xanthopimpla summervillei ingår i släktet Xanthopimpla och familjen brokparasitsteklar.

## Underarter
Arten delas in i följande underarter:
- X. s. nowebin
- X. s. fulva
- X. s. sulcaria